# Памятник Александру III (Новосибирск)
Памятник Александру III в Новосибирске — памятник, установленный в честь российского императора Александра III в 2012 году. Скульптор — Салават Александрович Щербаков.

## Описание и расположение памятника
Скульптурный объект располагается на набережной Оби в парке «Городское начало». Лицевая сторона памятника обращена на северо-восток; тыльная сторона, обращённая на юго-запад, находится напротив сохранённой фермы старого железнодорожного моста. Пятиметровая скульптура состоит из бронзы. Пьедестал сделан из гранита, его высота составляет восемь метров. В самом низу лицевой части пьедестала расположена надпись, содержащая текст из Высочайшего рескрипта Александра III на имя Николая II о сооружении Транссибирской магистрали: 

Повелев ныне приступить к постройке сплошной через всю Сибирь железной дороги, имеющей соединить, обильные дарами природы сибирские области с сетью внутренних рельсовых сообщений 29 (17 с. с.) марта 1891 г.
Над цитатой из рескрипта находится сделанная крупными буквами надпись: «ИМПЕРАТОРУ АЛЕКСАНДРУ III», выше которой к пьедесталу прикреплена эмблема российского герба. Напротив углов постамента находятся четыре фонарных столба.

## Открытие памятника

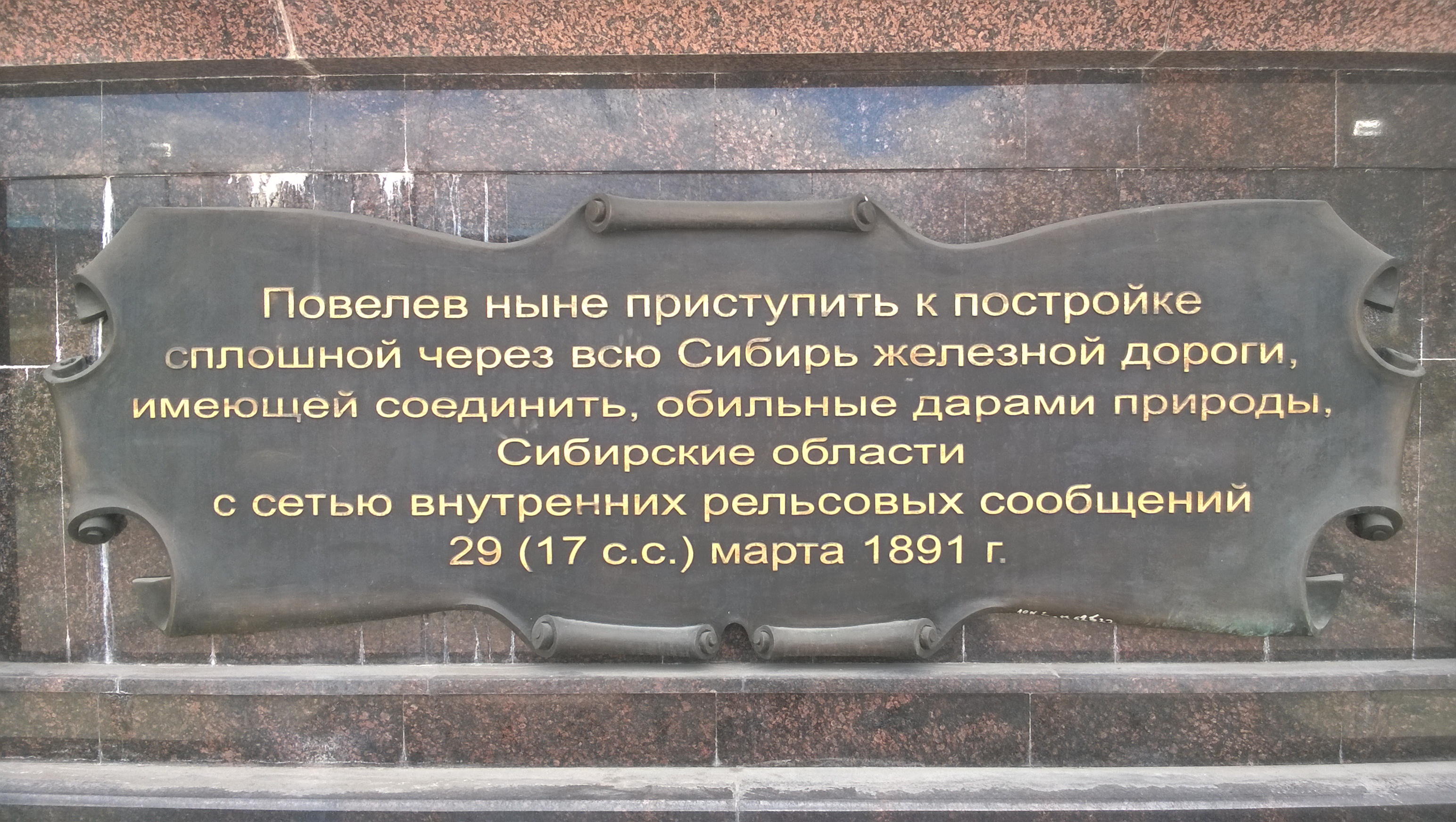
Текст из Высочайшего рескрипта, увековеченный на постаменте памятника

Торжественное открытие памятника состоялось в ночь с 22 на 23 июня 2012 года в преддверии празднования 119-летия Новосибирска под пушечные залпы и музыкальную увертюру Петра Чайковского 1812, исполненную Новосибирским симфоническим оркестром. Мероприятие сопровождалось также фейерверком и световым шоу. На церемонии присутствовали Виктор Толоконский, Василий Юрченко, Владимир Городецкий и начальник Западно-Сибирской железной дороги Александр Целько. Кроме того, на открытии находился праправнук Александра III Павел Куликовский, рассказавший журналистам свои впечатления об установлении памятника: 

Это большая честь для меня, и я рад узнать, что здесь в Новосибирске будет памятник Александру III. Это был мой прапрадедушка, поэтому для меня особая честь, что кто-то вспоминает и отдает дань памяти моим предкам.